# Golpa-Leitung
Als Golpa-Leitung wird eine in den Jahren 1917 und 1918 gebaute, 132 km lange 110-kV-Drehstromfreileitung bezeichnet, die vom Kraftwerk Zschornewitz nach Berlin-Rummelsburg führte. Sie wurde von den Elektrowerken errichtet, um während des Ersten Weltkriegs ein Aluminiumwerk in Berlin mit Braunkohlestrom aus dem Bitterfelder Bergbaurevier zu versorgen. Es handelte sich dabei um eine der ersten Hochspannungsleitungen Deutschlands überhaupt, die mit dieser Spannung betrieben wurde. Nach Kriegsende wurde diese Leitung infolge der Umstrukturierung der Elektrowerke zum Fernstromversorger Teil des mitteldeutschen Verbundnetzes. Ergänzend zu dieser 1921 nach Friedrichsfelde erweiterten Leitung entstanden in den 1920er Jahren drei weitere 110-kV-Fernleitungen von den Kraftwerken Zschornewitz und Trattendorf zu den beiden Berliner Schaltstationen Spandau und Friedrichsfelde.
Nach Ende des Zweiten Weltkriegs demontierte die Sowjetunion die Leitungen von Trassendorf nach Berlin. Im Juni 1948 unterbrach die sowjetische Militäradministration schließlich die Belieferung Berlins mit Strom aus dem Kraftwerk Zschornewitz, was als Beginn der Berlin-Blockade in die Geschichte einging. Damit war auch die Stromversorgung der Westsektoren Berlins von außen gekappt, der Gasversorgung und Zufahrtswege folgten. Nach Ende der Blockade wurde die Versorgung im Mai 1949 vorerst wieder aufgenommen. Mit der weiteren Zuspitzung des Ost-West-Konflikts in den 1950er Jahren wurden im Westteil Berlins eigene Kraftwerkskapazitäten aufgebaut und ausreichende Kohlereserven gelagert. Deshalb wurde die Golpa-Leitung auf West-Berliner Gebiet abgebaut.

## Geschichte

### Vorangehende Entwicklungen

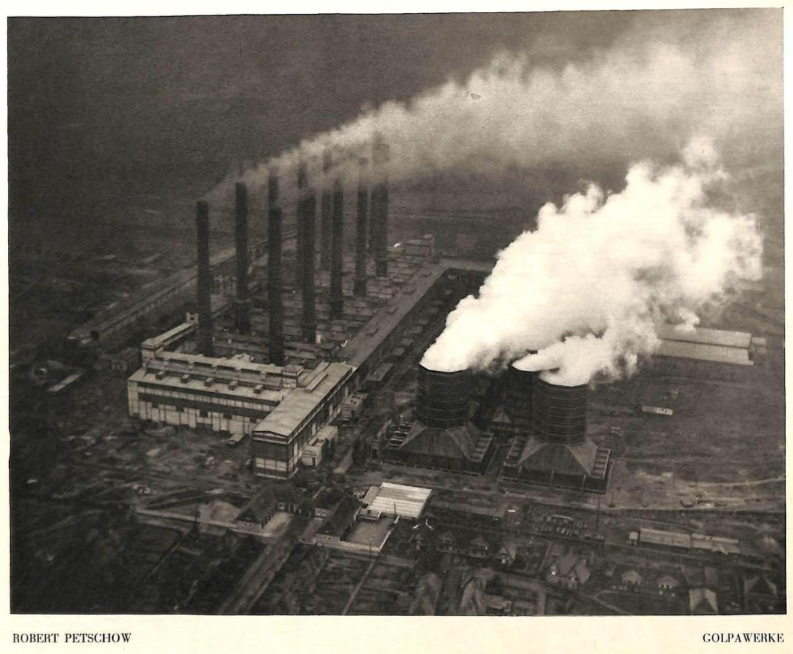
Kraftwerk Zschornewitz 1927

Ursprung der Elektrowerke AG, kurz EWAG, war die 1892 in Halle gegründete Braunkohlenwerk Golpa-Jeßnitz AG. Diese erschloss eine Braunkohlengrube in Golpa im Bitterfelder Bergbaurevier und errichtete eine Brikettfabrik. Schon 1911 plante die Berliner Allgemeine Elektrizitäts-Gesellschaft (AEG), die Berliner Elektrizitätswerke mit zusätzlichem Strom aus einem projektierten Braunkohlekraftwerk zu versorgen und hierfür ein Großkraftwerk und die notwendigen Leitungsverbindungen ins Stadtgebiet zu errichten. Als geeignet erwies sich ein Standort in der Nähe des Braunkohlegebiets nördlich von Bitterfeld mit den Gruben Bergwitz und Golpa. 1913 übertrug die Braunkohlenwerk Golpa-Jeßnitz AG alle Aktien auf die AEG. Die Stadt Berlin lehnte dieses Vorhaben anfangs ab. Ein 1914 fertig ausgearbeiteter Plan zur „Fernstromversorgung“ Berlins, Magdeburgs und Leipzigs wurde aufgrund des Ersten Weltkriegs nicht mehr umgesetzt. Die Kriegsproduktion hatte nun Vorrang. Dennoch wurden zu dieser Zeit Trassierungsarbeiten für eine mögliche  Leitung aus dem Bitterfelder Revier nach Berlin durchgeführt.
Aufgrund der Seeblockade während des Kriegs und damit dem Ausbleiben von Natriumnitratlieferungen forcierte die Reichsregierung die Errichtung von Stickstoffwerken, um nach dem Kalkstickstoffverfahren eine Versorgung selber zu gewährleisten. Am 5. Februar 1915 wurde ein Vertrag über die Lieferung von 60.000 kW elektrischer Leistung für ein von den Bayerischen Stickstoffwerken zu errichtendes Kalkstickstoffwerk in Piesteritz abgeschlossen. Von März bis Dezember 1915 wurde zur Verstromung der Braunkohle aus der Grube Golpa das Kraftwerks Zschornewitz als Entwurf Georg und Walter Klingenbergs gebaut. Mit einer installierten Leistung von 128.000 kW und 64 Dampfkesseln in der ersten Ausbaustufe war es das größte Dampfkraftwerk der Welt. Die Braunkohlenwerk Golpa-Jeßnitz AG nannte sich in Elektrowerke AG, kurz EWAG, um und verlegte ihren Sitz von Halle nach Berlin.
Am 18. Juni 1917 wurde ein von Zschornewitz aus versorgtes Elektrosalpeterwerk durch eine Explosion zerstört und nicht wieder aufgebaut, wodurch 30 MW Überschussleistung verfügbar waren. Infolge eines Streits mit dem Reich über die Versorgung der als kriegswichtig erachteten Werke übernahm dieses zum 1. Oktober 1917 das gesamte Aktienkapital der EWAG. Das Kriegsamt beschloss zu dieser Zeit, ein Aluminiumwerk in Berlin-Rummelsburg mit Strom der reichseigenen EWAG aus Zschornewitz zu versorgen. Dieses Aluminiumwerk wurde im Dezember 1915 als Provisorium zur reinen Kriegsproduktion errichtet und bisher vom Kraftwerk Oberspree sowie dem 1907 errichteten Kraftwerk Rummelsburg aus versorgt. Durch die steigende Nachfrage an Aluminium wurden die Produktionskapazitäten dort ausgebaut, was höhere Mengen an bereitgestelltem elektrischen Strom bedurfte. Hierdurch kam es durch die nicht weiter ausgebaute Kraftwerkskapazität zu Engpässen bei der Versorgung privater Haushalte.

### Errichtung der Leitung
Beteiligt am Bau der Golpa-Leitung waren die Siemens-Schuckertwerke in Berlin. Da die AEG fürchtete, das Kraftwerk Zschornewitz könnte nicht gewinnbringend betrieben werde, hatte sie sich aus dem Projekt zurückgezogen. Die Reichsregierung erachtete aufgrund der Aluminiumwerksversorgung die Leitung als kriegswichtig. So übernahm der Fiskus das gesamte Grundkapital der EWAG und trieb das Projekt unter staatlicher Aufsicht voran. Die 132 km lange Leitung von Zschornewitz nach Berlin-Rummelsburg wurde ab dem 10. Oktober 1917 innerhalb von wenigen Monatem errichtet. Die Stromlieferungen wurden am 21. Mai 1918 (andere Quellen: 6. Juli 1918) aufgenommen. Endpunkt der Leitung auf Berliner Stadtgebiet war zunächst ein Umspannwerk am Kraftwerk Rummelsburg, das rund 600 m entfernt vom am Eingang zur Rummelsburger Bucht befindlichen Aluminiumwerk lag. Das Aluminiumwerk was zu diesem Zeitpunkt einer von drei Abnehmern des in Zschornewitz produzierten Stroms, neben den Stickstoffwerken Piesteritz und einem Werk der Griesheim Elektron AG in Bitterfeld, das im Oktober 1918 als Ersatz für das zerstörte Elektrosalpeterwerk in Betrieb genommen wurde.

### Einbindung ins Verbundnetz
Nach dem Ende des Ersten Weltkrieges wurde das Aluminiumwerk unwirtschaftlich und zum 9. November 1918 schließlich geschlossen. Nach Kriegsende beschloss die EWAG, die Stromerzeugung umzustrukturieren und durch die Ausweitung der Abnehmer eine öffentliche Fernversorgung aufzubauen. Hierzu wurde 1919 ein Vertrag mit den Berliner Elektrizitätswerken über die Lieferung von zunächst 16.000, dann 30.000 und schließlich 60.000 kW elektrischer Leistung abgeschlossen. Hintergrund war auch eine Einschränkung der Kohleversorgung in Berlin, weshalb auf Grundlastlieferung aus Zschornewitz und dem Kraftwerk Trattendorf der 1919 von den EWAG übernommenen Niederlausitzer Kraftwerke AG, Spremberg, ausgewichen. Die Golpa-Leitung behielt somit ihre Bedeutung, das Berliner Stadtgebiet mit Strom zu versorgen. Um eine unwirtschaftliche Kapazitätserweiterung der Golpa-Leitung zu vermeiden, wurde den Berliner Kraftwerken die Abdeckung der Spitzenlasten zugewiesen.
Die Leitung Zschornewitz–Rummelsburg wurde 1921 zu einer neu gebauten Schaltstation in Berlin-Friedrichsfelde verlängert, wohin auch eine von Trattendorf her kommende Doppelleitung und eine Fortsetzung zum Kraftwerk Moabit führte. Die Stromlieferungen aus Trattendorf wurden am 24. November 1921 aufgenommen. 1923 wurde das Kraftwerk Charlottenburg und 1925 das Kraftwerk Spandau in eine 110-kV-Querverbindung durch das Berliner Stadtgebiet angeschlossen, die aus der Verlängerung der Leitung Friedrichsfelde nach Moabit hervorging.
Die Erweiterung der Golpa-Leitung um eine dritte Leitung, aber auch die Einführung von Nachtschichten in der Industrie, wurden regelmäßig in den Berliner Zeitungen thematisiert.  1925 entstand eine Leitung von Trattendorf zum Kraftwerk Spandau und 1928 vom Kraftwerk Zschornewitz zum Kraftwerk Spandau. Die Fernstromversorgung Berlins wurde von nun an über vier 110-kV-Doppelleitungen aus Zschornewitz und Trattendorf bewerkstelligt. 1929 wurde mit der Leitung Zschornewitz – Lautawerk – Trattendorf ein 110-kV-Ringsystem hergestellt. Die EWAG entwickelte sich dadurch zum Hauptversorger des 1920 gebildeten Groß-Berlin. Außerdem wurde mit einer Verlängerung der Leitung Zschornewitz – Bitterfeld nach Leipzig ein Verbund mit dem Netz der Aktiengesellschaft Sächsische Werke auf Hochspannungsebene hergestellt.
Am Standort des ehemaligen Aluminiumwerks wurde in den 1920er Jahren das Kraftwerk Klingenberg errichtet, nicht zuletzt aufgrund des bereits bestehenden Hochspannungsanschlusses entschied man sich für diesen Standort.
Das Kraftwerk Vockerode an der Elbe wurde erst 1937 bis 1940 errichtet und sollte über eine Hochspannungs-Gleichstrom-Erdleitung mit Berlin verbunden werden (Elbe-Projekt), die aber aufgrund der Kriegsereignisse nicht mehr in Betrieb ging.

### Verlauf der Leitung in Berlin

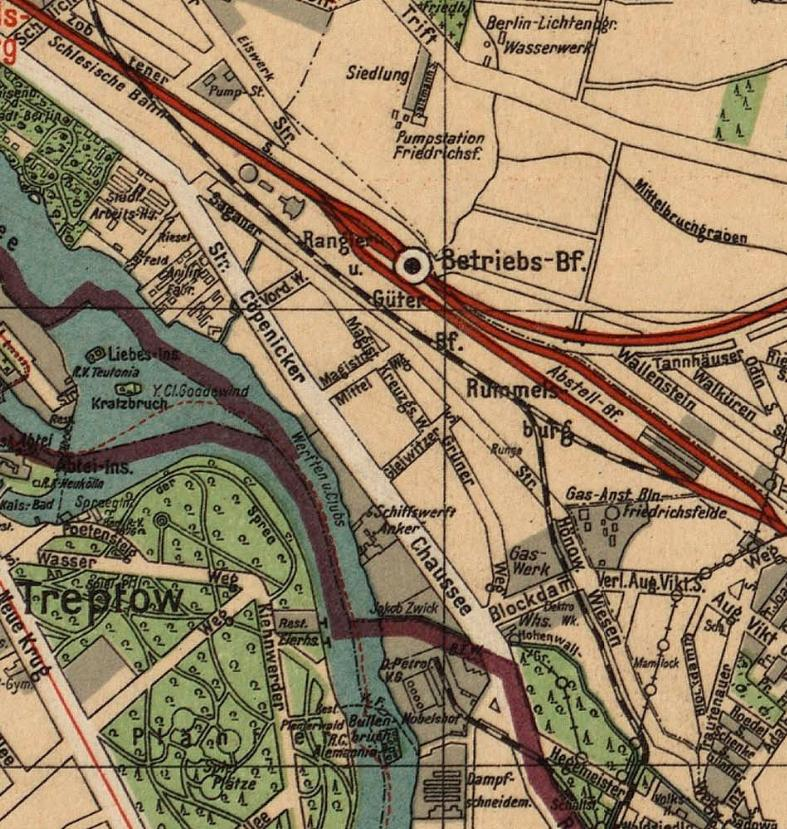
Silva-Karte 1925, Industriegebiet Berlin-Rummelsburg

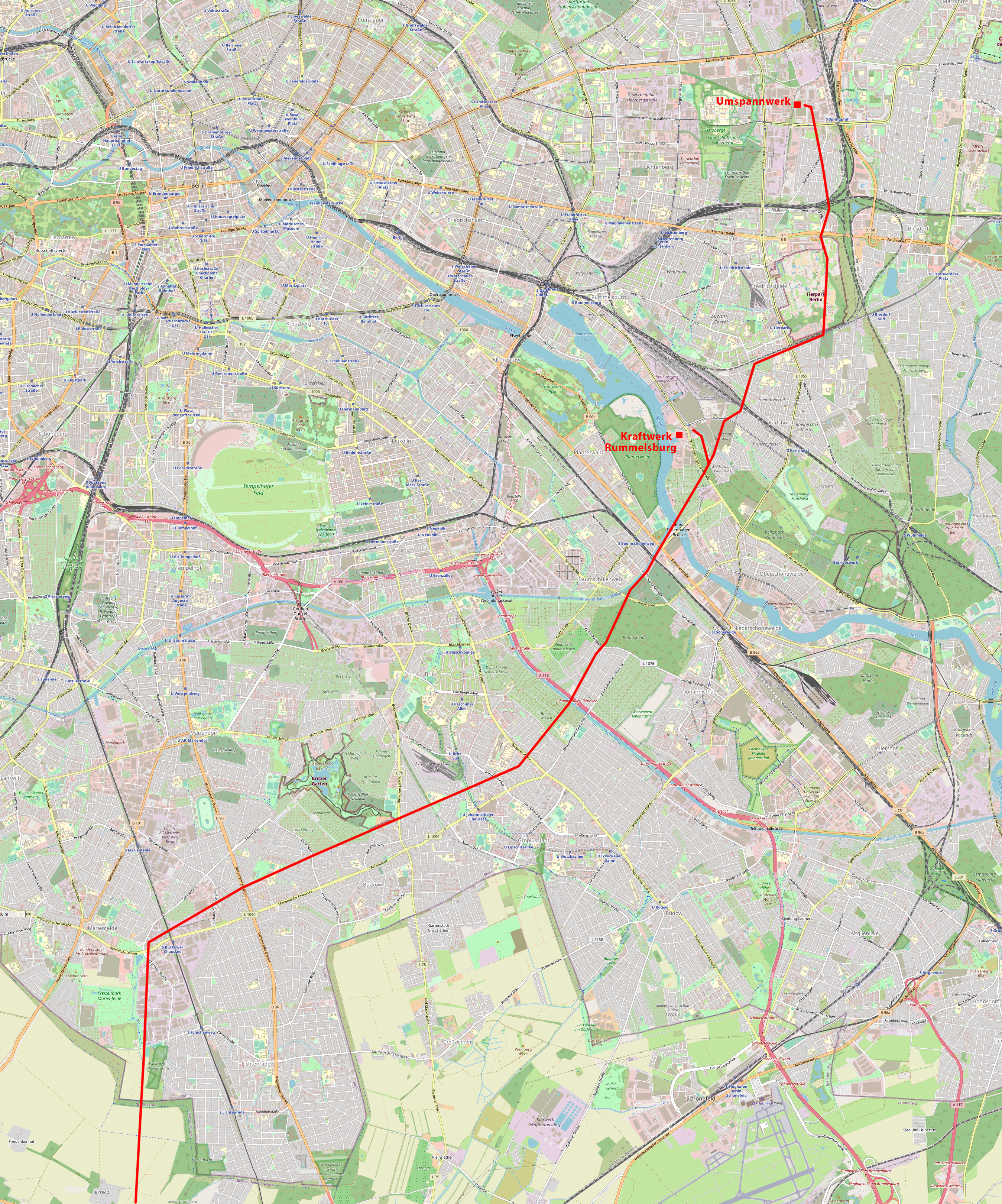
Ehemaliger Trassenverlauf der Golpa-Leitung im südöstlichen Berlin, Stand 1925

Der Verlauf der Golpa-Leitung in Berlin kann anhand des Silva-Stadtplans von 1925 nachvollzogen werden. Die Leitung erreichte im Raum Lichtenrade westlich der Dresdener Bahn das spätere Berliner Stadtgebiet (Groß-Berlin) und führt zunächst zum Marienfelder Industriegebiet am (erst 1946 eröffneten) S-Bahnhof Buckower Chaussee. Damit konnten für die Rüstungsproduktion wichtige Unternehmen wie das Daimler-Werk und das Fritz-Werner-Werk angeschlossen werden.
Anschließend schwenkte die Leitung nach Ostnordost ab. Im Bereich des heutigen Richard-Tauber-Dammes wurde sie von einer weiteren Hochspannungsfreileitung gekreuzt, die aus dem Raum Wildau kam und an einem Umspannwerk am Hafen Mariendorf endete.
Die Golpa-Leitung führte nördlich am Dorfkern Buckow vorbei. Der Trassenverlauf kann heute noch anhand des sogenannten Hochspannungswegs nachvollzogen werden. Südlich des heutigen Neuköllner Krankenhauses schwenkte die Leitung wieder nach Nordost und kreuzte nördlich der heutigen Oskar-Heinroth-Grundschule den Teltowkanal. Auch hier ist die Trasse noch an einem weiteren mit Hochspannungsweg benannten Weg nachvollziehbar. Die Leitung führte anschließend durch die Königsheide zum südlichen Ufer des Britzer Zweigkanals und querte dann die Spree. In Höhe der Rummelsburger Chaussee teilte sich die Leitung auf. Ein Zweig wurde zu einem am Kraftwerk Rummelsburg befindlichen Umspannwerk geführt, um das Aluminiumwerk zu versorgen.
Ein weiterer Zweig der Hochspannungsleitung von Zschornewitz führte nach Norden zu einem weiteren Umspannwerk bei Friedrichsfelde. Diese Leitung wurde bis 1925 im Zuge der Ostseestraße, Bornholmer Straße und Seestraße zum Kraftwerk Moabit verlängert, um einen Netzverbund der Kraftwerke herzustellen.
Das Aluminiumwerk wurde nach Ende des Ersten Weltkriegs aufgegeben. Auf diesem Gelände wurde zwischen 1925 und 1927 das Kraftwerk Klingenberg gebaut.

### Rolle während der Berliner Blockade
Am 24. Juni 1948 kam die Leitung in die internationalen Schlagzeilen. Die sowjetische Militäradministration hatte mit der Blockierung der Westsektoren neben der Sperrung der Land- und Wasserwege auch die Stromlieferung für West-Berlin aus dem mitteldeutschen Braunkohlerevier gestoppt und die Golpa-Leitung an der Stadtgrenze unterbrochen.
Nach Beendigung der Blockade im Mai 1949 wurde die Versorgung des Westteils Berlins über die Golpa-Leitung zunächst wieder in Betrieb genommen. Im Jahr 1954 wurde die Stromversorgung aber erneut ohne Vorankündigung unterbrochen. Die Stromnetze wurden getrennt (zur Geschichte siehe Innerdeutscher Stromverbund). Die von Zschornewitz kommende Leitung wurde südlich der Berliner Stadtgrenze in Richtung Schönefeld / Adlershof verlegt, um den Ostteil Berlins zu versorgen.
Im Westteil Berlins war bereits während der Blockade das Kraftwerk West ausgebaut worden, das 1953 in Kraftwerk Reuter umbenannt wurde. Außerdem wurden im Rahmen der Senatsreserve große Kohlevorräte angelegt, um auf eine eventuelle zweite Blockade vorbereitet zu sein. Deshalb konnte der nicht mehr benötigte Abschnitt der Hochspannungsleitung zwischen der südlichen Berliner Stadtgrenze bei Lichtenrade und der Sektorengrenze am Teltowkanal in den 1950er Jahren abgebaut werden.

### Stilllegung der Kraftwerke und Freileitungen
Nach der Wende wurden der Tagebau in Golpa und Gröbern sowie die Kraftwerke Zschornewitz und Vockerode stillgelegt und die verbliebene Freileitung demontiert. Die ehemalige Trasse und Fundamentreste der Hochspannungsleitungen sind an einigen Stellen noch erkennbar. In den Berliner Ortsteilen Buckow und Britz erinnert die als Hochspannungsweg bezeichnete Fuß- und Radwegverbindung noch heute an den Verlauf der Hochspannungsleitung.

## Technischer Aufbau

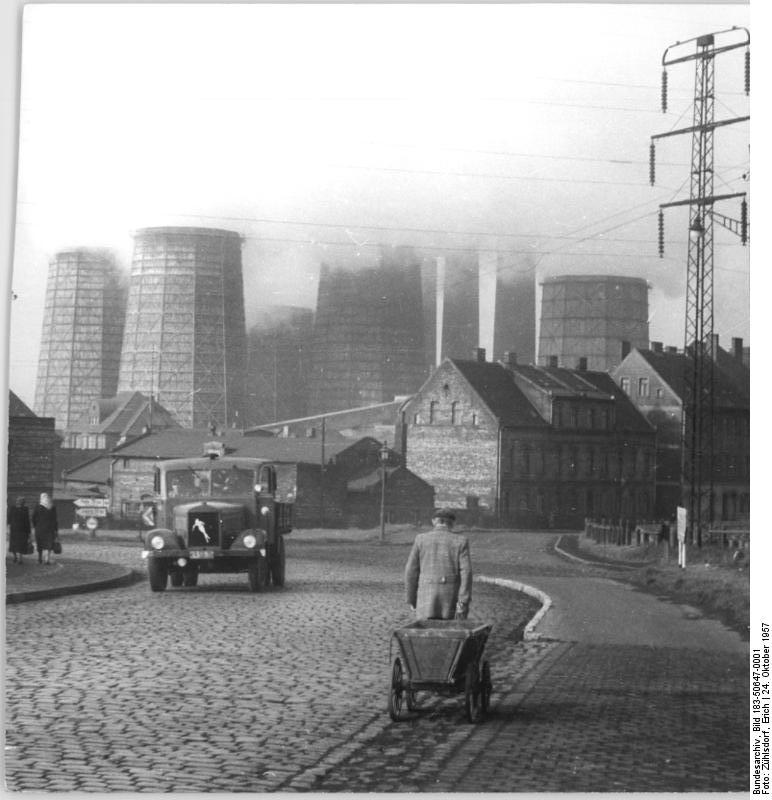
Mast der Leitung Zschornewitz–Bitterfeld, baugleich mit der Golpa-Leitung

Die Leitung war durchgehend für zwei Drehstromkreise mit 110 kV Betriebsspannung ausgelegt. Verlegt war sie auf Stahlgittermast mit in der Erde vergrabenem Fundament aus Holzschwellen. Die Masten hatten drei Traversen für die Aufnahme von sechs Leitereilen (zwei Stromkreise) in Form der Tonnen- bzw. von der EWAG so bezeichnete Sechseckanordnung. Zum Blitzschutz waren auf den Masten zwei Erdseile installiert, meist auf der Oberseite der zu diesem Zweck verstärken obersten Traverse.
Für die Kreuzung der Elbe wurden größere und stärkere Masten gebaut als im Rest des Leitungsverlaufs. Diese hatten, wie auch einige andere Masten, eine zusätzliche Traverse für die Aufnahme der beiden Erdseile. Die späteren in den 1920er Jahren von der EWAG gebauten Leitungen, so auch die Verlängerung von Rummelsburg nach Friedrichsfelde, wurden auf Tannenbaummasten mit einfacher Erdseilspitze verlegt. Diese Bauform war in den 1920er bis 1940er Jahren Standardmodell bei den meisten deutschen Energieversorgungsunternehmen.
Als Isolatoren wurden Hängeketten mit 5 bis 6 Gliedern verbaut, in den Ketten der Abspannmasten in der Regel ein Glied mehr. Die Leiterseile waren aus reinem Aluminium mit einem Querschnitt von 150 mm².

### Trägerfrequenzübertragung
Im Jahr 1920 wurde durch die AEG-Tochtergesellschaft Telefunken auf der Golpa-Leitung die erste Trägerfrequenzübertragung über Hochspannungsleitungen (TFH) in Deutschland in Betrieb genommen. Damit wurde es möglich Messwerte, Zählerstände und andere Daten unabhängig vom Fernmeldenetz der Post über die Hochspannungsleitung zu übermitteln. Zunächst wurde parallel zu den Leiterseilen eine Antenne über die Masten gelegt, später wurden die Funksignale selbst über die unter Spannung stehenden Leiter vermittelt. An beiden Enden der Leitung wurden dafür Koppelkondensatoren zwischen dem TFH-Gerät und dem Leiterseil zwischengeschaltet. Spulen verhinderten die Übertragung auf andere sich an den Endpunkten fortsetzende Leitungsanlagen.